# Xã Lawrence, Quận Tuscarawas, Ohio
Xã Lawrence (tiếng Anh: Lawrence Township) là một xã thuộc quận Tuscarawas, tiểu bang Ohio, Hoa Kỳ. Năm 2010, dân số của xã này là 5.738 người.